# Залізний павук
Залі́зний паву́к (англ. Iron Spider) — вигаданий бойовий екзоскелет з коміксів американського видавництва Marvel Comics. Спершу ним користувався супергерой Людина-павук (Пітер Паркер) та був розроблений Залізною людиною. Дебютував у The Amazing Spider-Man #529 у березні 2006 року. Згодом костюмом володіли й інші персонажі[⇨].
Залізний павук з'явився у численних відеоіграх як альтернативний костюм героя. У мультсеріалі «Людина-павук. Щоденник супергероя» його носієм був Амадей Чо. Своя версія костюму також була представлена у фільмах кіновсесвіту Marvel з Томом Голландом у ролі Пітера.

## Історія публікацій
Броня Залізного павука вперше з'явилася у The Amazing Spider-Man #529 у березні 2006 року та була створена Джо Кесада на основі наброску Кріса Бачало.
Далі Пітер Паркер, крім основної серії, носив цей костюм у багатьох інших коміксах, що стосувалися «Громадянської війни» та участі Людини-павука в ній. Серед них: New Avengers, Friendly Neighborhood Spider-Man, Sensational Spider-Man, Iron Man, Black Panther, X-Men, Fantastic Four, Civil War: Front Line та Civil War: Choosing Sides, опублікованих упродовж 2006 року. Востаннє він володів Залізним павуком у The Amazing Spider-Man #536 (листопад 2006). На початку Civil War #6 сценарист Джозеф Майкл Стражинськи вирішив повернути класичний червоно-синій костюм. Прийом зміни костюмів став символом вірності Пітера тій чи іншій стороні конфлікту під час розколу супергероїв.
У серпні 2007 року вдосконалені версії броні отримала команда Багряних павуків під егідою Ініціативи на сторінках Avengers: The Initiative із 3 по 22 випуск (квітень 2009). Згодом двоє з них загинули, а останній вцілілий продовжив користуватися бронею аж до подій «Fear Itself» 2011 року.
Мері Джейн Вотсон виступила в ролі Залізного павука у The Amazing Spider-Man vol. 4, #15 у вересні 2016 року, що є фінальною частиною сюжетної лінії «Ігри Сили». Ця ж історія була опублікована у коміксі Spider-Man #14 від українського видавництва Fireclaw у березні 2018 року.
Аарон Девіс заволодів перефарбованою версією Залізного павука у Spider-Man #234 у січні 2018 року. Після протистояння зі своїм племінником Майлзом Моралесом у 240 випуску він повертає костюм Старку.

## Вигадана історія

### Пітер Паркер
Напередодні подій сюжетної лінії «Громадянська війна» Пітер Паркер, його дружина Мері Джейн Вотсон і тітка Мей опинилися без даху над головою. Сімейний будинок був знищений Чарльзом Вейдерменом, колишнім однокласником Пітера, що став мутантом. Тоні Старк, відомий бізнесмен та супергерой Залізна людина, пропонує їм оселитися у Вежі Месників. Згодом Паркер погоджується та влаштовується працювати в Старк Індастріс.
Унаслідок подій «Людини-павука: Інакший» (англ. The Other) Піт отримав нові здібності, насамперед органічну павутину, і втратив свій костюм. Саме тому Старк створює броню Залізного павука та дарує її Пітеру. Він одразу ж використовує її в бою зі злочинцями. Майже добу потому Тоні Старк видає оновлену версію костюму, яка має більший набір функцій. Із продемонстрованих нововведень: система маскування і три механічні кінцівки. Паркер вирушає до Вашингтона, щоб підтримати Тоні на скликанні щодо запровадження Акту про реєстрацію суперлюдей. Того ж дня біля капітолію Титанова людина здійснює замах на вбивство Старка, проте його зупиняє Людина-павук. Згодом виявляється, що це було махінацією самої Залізної людини, організованою з метою переконати уряд.
Ввечері того ж дня Паркер дізнається про вибух у школі, що відбувся через діяльність Нових воїнів і став рушійним фактором для негайного проголошення Акту про реєстрацію суперлюдей. Після довгих роздумів Пітер все ж зважується прийняти урядові умови, публічно розкривши свою справжню особистість.
Людина-павук продовжував боротися на боці Залізної людини, але згодом, коли побачив умови утримання незареєстрованих суперлюдей в Негативній зоні, його переконання кардинально змінилися. В ефірі одного із телешоу він публічно виступив проти прийнятого акту, розкритикувавши його. Паркер говорить ЕмДжей та тітці Мей тікати з Вежі Месників, і тоді його атакує Старк. Тоні вимикає Залізного павука та розповідає всю правду про його наміри щодо Паркера. Здавалося б це кінець, але Пітер попередньо взламав костюм, обійшовши Старкову систему, що й дозволяє знешкодити його в бою.
Пітеру вдається втекти до каналізації, де на нього влаштовують полювання лиходії Шут і Джек Ліхтарник, найняті Тоні Старком. Зрештою, Пітера рятує Каратель і доправляє до штабу команди Капітана Америка. Після одужання Людина-павук приєднується до противників акту, повернувшись до свого червоно-синього костюму.

### Багряні павуки
Згодом броня Залізного павука була передана трьом клонам Майкла Ван Патріка (Майкл, Ван та Патрік відповідно), правнука Авраама Ерскіна, творця оригінальної сироватки суперсолдата. Вони працювали під егідою Ініціативи П'ятдесяти штатів як команда Багряних павуків та навчалися у Таскмайстра, що досконало пам'ятав бойові навички Пітера Паркера. У цій броні вони боролися із Шокером, Бумерангом та Гідроменом. Також клони стикалися з Людиною-павуком, що викликало сумніви у суспільства, чи Пітер Паркер є єдиним супергероєм-павуком. Дані костюми мають по чотири лапки, замість трьох, як в оригіналі. Невідомо, чи ці Залізні павуки одержали нові функції, але команда клонів часто користувалася здібностями оригінальної версії. З часом Майкл і Ван загинули в боях, а з ними були знищені й їхні костюми. Останній вцілілий клон, Патрік, став членом Нових воїнів, продовжуючи користуватися Залізним павуком.

### Мері Джейн Вотсон
Мері Джейн Вотсон користується костюмом Залізного павука, знайденим у Вежі Месників, щоб допомогти Людині-павукові та Залізній людині у боротьбі з лиходієм Регентом, що колекціонував суперлюдей та викрадав їхні здібності. Для його управління ЕмДжей знадобилися колишній досвід користування іншими екзоскелетами Старка і володіння павучими здібностями під час подій «Павучого острова» (англ. Spider-Island).

### Аарон Девіс
Після подій «Таємних війн» 2015 року мультивсесвіт переродився і велика кількість персонажів Ultimate Marvel потрапила в основний всесвіт. Серед них був і Аарон Девіс (суперлиходій Бродяга та дядько Майлза Моралеса), що прокинувся після своєї смерті. Купивши перефарбовану в чорно-золотий колір броню Залізного павука на чорному ринку, він зібрав Зловісну шістку. Разом із Плямою, Гобґобліном (Родеріком Кінґслі), Електро (Френсін Фрай), Піщаною людиною та Бомбою, Аарон прагнув викрасти повітряний авіаносець Щ.И.Т.. Майлз вирішив протистояти лиходіям і тоді викрив особистість нового Залізного павука. Коли авіаносець направляється до свого покупця в Латверії, під час сутички Девіс, здавалося б, помирає. Кілька тижнів потому він виявляється живим, зустрічається зі своїм племінником та розповідає, що вирішив покинути злочинну діяльність, повернувши Залізного павука до його творця, тобто Тоні Старка.

## Сили та здібності
Костюм побудований за зразком класичної конструкції Залізної людини Тоні Старка та обладнаний тією ж системою керування. Проте Залізний павук має кілька унікальних пристосувань, в тому числі й три механічні павучі лапки. Вони використовуються для огляду з-за кутів (через камери на кінцях лапок) та маніпулювання навколишніми предметами. Старк називає їх надто делікатними для ведення бою, проте згодом Людина-павук чудово демонструє їхню користь у битві з Титановою людиною. Коли розгорілася Громадянська війна супергероїв, Паркер також застосовував механічні кінцівки костюму для боротьби з Капітаном Америка.
Серед інших функцій виділяються: можливість ковзати по поверхні, обмежений захист від куль, вбудовані протипожежні, поліцейські та аварійні сканери, пристрої інфрачервоного та ультрафіолетового бачення, маскування, фільтри для захисту від повітряних токсинів та система зв'язку. Він дозволяє вільно дихати під водою та здатен змінювати форму, адже створених із рідкого розумного матеріалу. За його допомогою також можна перетворити броню на будь-який із попередніх костюмів Людини-павука чи повсякденний одяг. Частини костюму можуть відділитися від тіла, щоб взаємодіяти з небезпечним для дотику предметом, як-от радіоактивний астероїд. Залізний павук керується технопатично, вловлюючи імпульси мозку, а центральна система керування розташована в районі грудної клітки.
Про всяк випадок Тоні Старк розмістив датчик стеження на костюмі, а також міг самостійно керувати чи вимикати його.

## Альтернативні версії
Наташа Романова (більш знана як Чорна вдова) використовувала псевдонім Залізний павук на сторінках Contest of Champions 2015 року, поки Залізна людина прагнув застосувати Камінь реальності, аби змінити хід Громадянської війни та зрештою стати президентом США. Вона отримала костюм після того, як Паркер перейшов на бік Капітана Америка та примкнув до команди Громадянських воїнів.

## Поза коміксами

### Телебачення
- Залізний павук з'являвся у мультсеріалі «Людина-павук. Щоденник супергероя» (2012), де обладнаний репульсорами на долонях та підошвах, як і костюми Залізної людини. Пітер користувався ним в епізодах «Політ Залізного павука», «Залізний Восьминіг» першого сезону і «Бомба Венома» другого сезону. У наступних сезонах бронею володіє Амадей Чо, озвучений Еріком Бауза, ставши відомим як Залізний павук та союзником Паркера[28]. Також тут фігурувала павуча версія Галкбастера, побудована Куртом Коннорсом для боротьби з Носорогом[29].
- LEGO-версія Амадея Чо в якості Залізного павука з'явилася у короткометражному телефільмі «Lego Marvel Super Heroes: Avengers Reassembled» (2015). Його знову озвучив Ерік Бауза.[30]

### Кіно
- Залізний павук у рамках кіновсесвіту Marvel вперше з'явився у кінці фільму «Людина-павук: Повернення додому» (2017). Після перемоги над Стерв'ятником, Пітер Паркер (грає Том Голланд) зустрічається з Тоні Старком, що пропонує йому приєднатися до Месників та представляє новий костюм, проте той відмовляється. Цей дизайн кардинально відрізняється від версії із коміксів, маючи червоно-синю палітру кольорів із золотими елементами.
- У «Месниках: Війна нескінченності» (2018) Людина-павук допомагає Старкові, Доктору Стренджу, Вонґу та Брюсу Беннеру у боротьбі із Чорним Орденом, послідовниками Таноса. Коли їхній іншопланетний корабель покидає атмосферу Землі, Тоні негайно викликає Залізного павука, щоб врятувати Пітера. Костюм має чотири механічні кінцівки та складається з наночастинок, як і нова броня Залізної людини (Mark 50), допомагаючи Паркеру почуватися комфортно на іншій планеті та підвищуючи його надлюдську спритність. У кінці стрічки Пітер, разом із Залізним павуком, зникає, коли Таносу вдається отримати всі Камені Вічності та знищити половину всього життя у Всесвіті.
- У стрічці «Месники: Завершення» (2019) Брюс Беннер використовує Камені, викрадені Месниками з альтернативного всесвіту, щоб повернути загиблих назад до життя через п'ять років після їхнього зникнення. Ця подія отримала назву «Блим». Таким чином, повертається і Пітер в тому ж костюмі, приєднавшись до фінальної битви проти військ Таноса.
- На початку фільму «Людина-павук: Далеко від дому» (2019) Паркер у цьому костюмі виступає на благодійному заході, організованому тіткою Мей для підтримки тих, хто постраждав після Блиму. Згодом він вирушає у шкільну поїздку Європою, залишивши вдома Залізного павука на зарядці наночастинками. Екшн-сцена у ресторані за участю Залізного павука, що була показана в трейлерах, не потрапила до театральної версії стрічки. Пізніше її включили до короткометражки «Список справ Пітера», випущеної на Blu-ray, разом із фільмом.[31]

### Відеоігри
- У відеогрі Marvel Ultimate Alliance (2006) цей костюм представлений як один із трьох альтернативних костюмів Пітера Паркера, інші двоє — це симбіотичний костюм та класична версія Багряного павука.
- Версія гри Spider-Man: Web of Shadows (2008) для Wii містить Залізного павука як розблокований костюм.
- У Marvel Ultimate Alliance 2 (2009) цей костюм є єдиним альтернативним костюмом Пітера Паркера. Цього разу він має лапки, проте вони суто декоративні, не впливаючи на ігровий процес. Цей костюм можна розблокувати, лише виступаючи за реєстрацію суперлюдей.
- У відеоіграх Spider-Man: Shattered Dimensions (2010) та Spider-Man: Edge of Time (2011) також є броня Залізного павука в якості альтернативного костюму для Людини-павука 2099.
- Броня Залізного павука з’являється як один із альтернативних костюмів Людини-павука у Marvel vs. Capcom 3: Fate of Two Worlds (2011).
- У Marvel: Avengers Alliance (2012) Залізний павук є фінальним костюмом Людини-павука, але він не має лапок.
- Костюм згадується в Lego Marvel Super Heroes (2013) у розмові між Людиною-павуком та Залізною людиною під час їх проникнення на підводний човен A.I.M.
- Амадей Чо як Залізний павук з’являється у DLC «Spider-Man Character Pack» до гри Lego Marvel's Avengers (2016).[32]
- Версія Залізного павука Мері Джейн Вотсон з’являється в Marvel Avengers Academy (2016).
- Залізний павук є одним із альтернативних костюмів Людини-павука у Marvel vs. Capcom: Infinite (2017), якщо Людина-павук носить костюм із The Superior Spider-Man.
- Залізний павук із КВМ фігурує у Marvel's Spider-Man (2018) як альтернативний костюм (для гравців раннього доступу доступний одразу). Розблокувавши його, гравець отримує лапки (тут названі «залізними руками») для всіх інших костюмів. Версія броні з коміксів була додана в DLC «Turf Wars», її лапки мають золотий колір.[33]